# Saint-Jean-sur-Veyle
Saint-Jean-sur-Veyle település Franciaországban, Ain megyében. Lakosainak száma 1154 fő (2022. január 1.). Saint-Jean-sur-Veyle Biziat, Crottet, Laiz, Perrex, Pont-de-Veyle, Saint-André-de-Bâgé, Saint-Cyr-sur-Menthon és Bâgé-Dommartin községekkel határos.

## Népesség
A település népessége az elmúlt években az alábbi módon változott:
| Lakosok száma | 694  | 845  | 926  | 1009 | 1076 | 1106 | 1149 | 1162 | 1165 | 1154 |
|               | 1968 | 1982 | 1990 | 2006 | 2013 | 2015 | 2017 | 2019 | 2020 | 2022 |